# Élections municipales de 2009 dans les Laurentides
Les élections municipales québécoises de 2009 se déroulent le 1er novembre 2009. Elles permettent d'élire les maires et les conseillers de chacune des municipalités locales du Québec, ainsi que les préfets de quelques municipalités régionales de comté.

## Laurentides

### Amherst
| Candidats pour la mairie   | Vote            | %               |
| -------------------------- | --------------- | --------------- |
| Bernard Lapointe (Sortant) | Sans opposition | Sans opposition |

### Arundel
| Candidats pour la mairie       | Vote | %    |
| ------------------------------ | ---- | ---- |
| Julia Stuart                   | 240  | 61,4 |
| Barrie Graham                  | 88   | 22,5 |
| James Bindon                   | 63   | 16,1 |
| Taux de participation : 75,9 % |      |      |

### Barkmere
| Partis | Partis           | Candidats pour la mairie | Vote            | %               |
| ------ | ---------------- | ------------------------ | --------------- | --------------- |
|        | Équipe Trépanier | Luc Trépanier            | Sans opposition | Sans opposition |

### Blainville
| Partis                         | Partis                                   | Candidats pour la mairie  | Vote  | %    |
| ------------------------------ | ---------------------------------------- | ------------------------- | ----- | ---- |
|                                | Vrai Blainville - Équipe Cantin          | François Cantin (Sortant) | 9 997 | 71,8 |
|                                | Notre Blainville - Équipe Florent Gravel | Florent Gravel            | 3 925 | 28,2 |
| Taux de participation : 40,2 % |                                          |                           |       |      |

### Bois-des-Filion
| Partis | Partis          | Candidats pour la mairie | Vote            | %               |
| ------ | --------------- | ------------------------ | --------------- | --------------- |
|        | Équipe Larocque | Paul Larocque            | Sans opposition | Sans opposition |

### Boisbriand
| Partis                         | Partis                                | Candidats pour la mairie  | Vote  | %    |
| ------------------------------ | ------------------------------------- | ------------------------- | ----- | ---- |
|                                | Ralliement des citoyens de Boisbriand | Marlene Cordato           | 4 836 | 52,8 |
|                                | Équipe Sylvie St-Jean                 | Sylvie St-Jean (Sortante) | 4 326 | 47,2 |
| Taux de participation : 51,4 % |                                       |                           |       |      |

### Brébeuf
| Candidats pour la mairie | Vote            | %               |
| ------------------------ | --------------- | --------------- |
| Ronald Provost (Sortant) | Sans opposition | Sans opposition |

### Brownsburg-Chatham
| Candidats pour la mairie       | Vote  | %    |
| ------------------------------ | ----- | ---- |
| Georges Dinel                  | 1 568 | 63,8 |
| Lise Bourgault (Sortante)      | 888   | 36,2 |
| Taux de participation : 44,6 % |       |      |

### Chute-Saint-Philippe
| Candidats pour la mairie       | Vote | %    |
| ------------------------------ | ---- | ---- |
| Normand St-Amour               | 265  | 58,1 |
| Claude Blain (Sortant)         | 191  | 41,9 |
| Taux de participation : 54,8 % |      |      |

### Deux-Montagnes
| Partis                         | Partis                                     | Candidats pour la mairie | Vote  | %    |
| ------------------------------ | ------------------------------------------ | ------------------------ | ----- | ---- |
|                                | Équipe Lauzon Team - Action Deux-Montagnes | Marc Lauzon (Sortant)    | 3 180 | 50,5 |
|                                | Équipe Robert Landry Team                  | Robert Landry            | 3 112 | 49,5 |
| Taux de participation : 49,6 % |                                            |                          |       |      |

### Estérel
| Partis                         | Partis                    | Candidats pour la mairie | Vote | %    |
| ------------------------------ | ------------------------- | ------------------------ | ---- | ---- |
|                                | Équipe Nepveu             | Jean-Pierre Nepveu       | 181  | 79,4 |
|                                | Renouveau Esterel Renewal | André Nadeau (Sortant)   | 47   | 20,6 |
| Taux de participation : 69,7 % |                           |                          |      |      |

### Ferme-Neuve
| Candidats pour la mairie | Vote            | %               |
| ------------------------ | --------------- | --------------- |
| Gilbert Pilote           | Sans opposition | Sans opposition |

### Gore
| Partis                         | Partis                     | Candidats pour la mairie | Vote | %    |
| ------------------------------ | -------------------------- | ------------------------ | ---- | ---- |
|                                | L'équipe Scott Pearce Team | Scott Pearce (Sortant)   | 518  | 68,9 |
|                                | Indépendant                | Carole Girardeau         | 234  | 31,1 |
| Taux de participation : 44,6 % |                            |                          |      |      |

### Grenville
| Candidats pour la mairie       | Vote | %    |
| ------------------------------ | ---- | ---- |
| Ronald Tittlit (Sortant)       | 537  | 79,1 |
| Walter Berniquez               | 121  | 17,8 |
| Jean-Claude Pigeon             | 21   | 3,1  |
| Taux de participation : 55,3 % |      |      |

### Grenville-sur-la-Rouge
| Candidats pour la mairie       | Vote | %    |
| ------------------------------ | ---- | ---- |
| Jean-Marc Fillion              | 640  | 54,7 |
| Richard Polisenna              | 268  | 22,9 |
| Raymond Larose                 | 261  | 22,3 |
| Taux de participation : 42,3 % |      |      |

### Harrington
| Partis                         | Partis                      | Candidats pour la mairie | Vote | %    |
| ------------------------------ | --------------------------- | ------------------------ | ---- | ---- |
|                                | Indépendant                 | Keith Robson             | 392  | 63,3 |
|                                | Progrès Harrington Progress | Ellen Lakott (Sortante)  | 227  | 36,7 |
| Taux de participation : 50,8 % |                             |                          |      |      |

- Jacques Parent devient maire d'Harrington en 2012.

### Huberdeau
| Candidats pour la mairie       | Vote            | %               |
| ------------------------------ | --------------- | --------------- |
| Évelyne Charbonneau (Sortante) | Sans opposition | Sans opposition |

### Ivry-sur-le-Lac
| Candidats pour la mairie | Vote            | %               |
| ------------------------ | --------------- | --------------- |
| Kenneth Hague (Sortant)  | Sans opposition | Sans opposition |

### Kiamika
| Candidats pour la mairie | Vote            | %               |
| ------------------------ | --------------- | --------------- |
| Michel Dion (Sortant)    | Sans opposition | Sans opposition |

### L'Ascension
| Candidats pour la mairie | Vote            | %               |
| ------------------------ | --------------- | --------------- |
| Yves Meilleur (Sortant)  | Sans opposition | Sans opposition |

### La Conception
| Partis                         | Partis            | Candidats pour la mairie  | Vote | %    |
| ------------------------------ | ----------------- | ------------------------- | ---- | ---- |
|                                | L'Équipe Plouffe  | Maurice Plouffe           | 542  | 67,2 |
|                                | L'Équipe Bélanger | Gilles Bélanger (Sortant) | 264  | 32,8 |
| Taux de participation : 60,7 % |                   |                           |      |      |

### La Macaza
| Candidats pour la mairie       | Vote | %    |
| ------------------------------ | ---- | ---- |
| Christian Bélisle (Sortant)    | 346  | 54,1 |
| Jean Courchesne                | 294  | 45,9 |
| Taux de participation : 57,3 % |      |      |

- Pierre Payer, conseiller #2, devient maire de La Macaza en cours de mandat[Quand ?].

### La Minerve
| Partis                         | Partis                          | Candidats pour la mairie | Vote | %    |
| ------------------------------ | ------------------------------- | ------------------------ | ---- | ---- |
|                                | Équipe pour mieux vous informer | Jacques Grévy            | 515  | 52,6 |
|                                | Équipe du renouveau             | Serge Jetté (Sortant)    | 465  | 47,4 |
| Taux de participation : 62,7 % |                                 |                          |      |      |

- Jean-Pierre Monette, conseiller #4, devient maire de La Minerve en 2011[1].

### Labelle
| Partis | Partis                                        | Candidats pour la mairie   | Vote            | %               |
| ------ | --------------------------------------------- | -------------------------- | --------------- | --------------- |
|        | L'Équipe de citoyennes et citoyens de Labelle | Gilbert Brassard (Sortant) | Sans opposition | Sans opposition |

### Lac-des-Écorces
| Candidats pour la mairie | Vote            | %               |
| ------------------------ | --------------- | --------------- |
| Pierre Flamand (Sortant) | Sans opposition | Sans opposition |

### Lac-des-Seize-Îles
| Candidats pour la mairie       | Vote | %    |
| ------------------------------ | ---- | ---- |
| Luc Lamond                     | 167  | 65,5 |
| Jo Anne Fandrich (Sortante)    | 88   | 34,5 |
| Taux de participation : 65,2 % |      |      |

### Lac-du-Cerf
| Candidats pour la mairie | Vote            | %               |
| ------------------------ | --------------- | --------------- |
| Pauline Ouimet           | Sans opposition | Sans opposition |

### Lac-Saguay
| Candidats pour la mairie            | Vote            | %               |
| ----------------------------------- | --------------- | --------------- |
| Francine Asselin Bélisle (Sortante) | Sans opposition | Sans opposition |

### Lac-Saint-Paul
| Partis                         | Partis               | Candidats pour la mairie | Vote | %    |
| ------------------------------ | -------------------- | ------------------------ | ---- | ---- |
|                                | Équipe Claude Ménard | Claude Ménard (Sortant)  | 216  | 64,1 |
|                                | Équipe du Renouveau  | Chaben Mohamed           | 121  | 35,9 |
| Taux de participation : 70,7 % |                      |                          |      |      |

### Lac-Supérieur
| Daniele Lagarde                | 555 | 67,8 |
| Robert Demarbre (Sortant)      | 263 | 32,2 |
| Taux de participation : 46,4 % |     |      |

### Lac-Tremblant-Nord
| Partis | Partis                           | Candidats pour la mairie | Vote            | %               |
| ------ | -------------------------------- | ------------------------ | --------------- | --------------- |
|        | Vision Nature Lac-Tremblant-Nord | Jean Grégoire (Sortant)  | Sans opposition | Sans opposition |

### Lachute
| Partis                         | Partis                       | Candidats pour la mairie | Vote  | %    |
| ------------------------------ | ---------------------------- | ------------------------ | ----- | ---- |
|                                | Équipe Mayer                 | Daniel Mayer (Sortant)   | 2 516 | 47,7 |
|                                | Parti du retour aux citoyens | Denis Sabourin           | 1 254 | 23,8 |
|                                | Équipe Péloquin              | Carl Péloquin            | 1 102 | 20,9 |
|                                | Indépendante                 | Denis Richer             | 398   | 7,6  |
| Taux de participation : 54,2 % |                              |                          |       |      |

### Lantier
| Candidats pour la mairie       | Vote | %    |
| ------------------------------ | ---- | ---- |
| Richard Forget                 | 259  | 66,8 |
| Ginette Cloutier               | 129  | 33,2 |
| Taux de participation : 36,9 % |      |      |

### Lorraine
| Partis                         | Partis              | Candidats pour la mairie        | Vote  | %    |
| ------------------------------ | ------------------- | ------------------------------- | ----- | ---- |
|                                | Équipe Ayoub        | Ramez Ayoub                     | 1 809 | 51,1 |
|                                | Équipe Dalle-Vedove | Boniface Dalle-Vedove (Sortant) | 1 730 | 48,9 |
| Taux de participation : 51,2 % |                     |                                 |       |      |

### Mille-Isles
| Partis                         | Partis             | Candidats pour la mairie | Vote | %    |
| ------------------------------ | ------------------ | ------------------------ | ---- | ---- |
|                                | Action Mille-Isles | Yvon Samson              | 304  | 61,8 |
|                                | Indépendante       | Frans Sayers             | 188  | 38,2 |
| Taux de participation : 41,7 % |                    |                          |      |      |

### Mirabel
| Partis | Partis          | Candidats pour la mairie  | Vote            | %               |
| ------ | --------------- | ------------------------- | --------------- | --------------- |
|        | Équipe Meilleur | Hubert Meilleur (Sortant) | Sans opposition | Sans opposition |

### Mont-Laurier
| Candidats pour la mairie | Vote            | %               |
| ------------------------ | --------------- | --------------- |
| Michel Adrien (Sortant)  | Sans opposition | Sans opposition |

### Mont-Saint-Michel
| Candidats pour la mairie | Vote            | %               |
| ------------------------ | --------------- | --------------- |
| Roger Lapointe (Sortant) | Sans opposition | Sans opposition |

### Mont-Tremblant
| Partis | Partis       | Candidats pour la mairie | Vote            | %               |
| ------ | ------------ | ------------------------ | --------------- | --------------- |
|        | Équipe Pilon | Pierre Pilon (Sortant)   | Sans opposition | Sans opposition |

- Luc Brisebois, conseillère #6, devient mairesse de Mont-Tremblant en cours de mandat[Quand ?]

### Montcalm
| Candidats pour la mairie | Vote            | %               |
| ------------------------ | --------------- | --------------- |
| Steven Larose (Sortant)  | Sans opposition | Sans opposition |

### Morin-Heights
| Partis                         | Partis                                     | Candidats pour la mairie   | Vote | %    |
| ------------------------------ | ------------------------------------------ | -------------------------- | ---- | ---- |
|                                | Équipe du bon sens - The Common Sense Team | Timothy Watchorn (Sortant) | 788  | 65,4 |
|                                | Indépendante                               | Gilles Saulnier            | 416  | 34,6 |
| Taux de participation : 38,4 % |                                            |                            |      |      |

### Nominingue
| Partis                         | Partis               | Candidats pour la mairie | Vote | %    |
| ------------------------------ | -------------------- | ------------------------ | ---- | ---- |
|                                | Équipe Yves Généreux | Yves Généreux            | 804  | 62,7 |
|                                | Équipe Nominingue    | Jean Fortier             | 478  | 37,3 |
| Taux de participation : 56,9 % |                      |                          |      |      |

### Notre-Dame-de-Pontmain
| Candidats pour la mairie       | Vote | %    |
| ------------------------------ | ---- | ---- |
| Lyz Beaulieu (Sortante)        | 247  | 63,3 |
| Marcel Grenier                 | 143  | 36,7 |
| Taux de participation : 53,1 % |      |      |

### Notre-Dame-du-Laus
| Candidats pour la mairie       | Vote | %    |
| ------------------------------ | ---- | ---- |
| Ken Ménard (Sortant)           | 411  | 50,6 |
| Michel Guy                     | 401  | 49,4 |
| Taux de participation : 47,6 % |      |      |

Élection partielle au poste de maire et de conseiller #2 le 27 mai 2012.
- Déclenchée en raison du décès du maire Ken Ménard et du conseiller #2 Maxime Roussel[2].

- Élection de Stéphane Roy, conseiller #5, au poste de maire[3] et élection de Robert Pelletier au poste de conseiller #2.

| Candidats pour la mairie | Vote | %   |
| ------------------------ | ---- | --- |
| Robert Pelletier         | n/d  | n/d |
| Nancy Roussel            | n/d  | n/d |
| Michel Provost           | n/d  | n/d |

### Oka
| Partis                         | Partis                            | Candidats pour la mairie | Vote  | %    |
| ------------------------------ | --------------------------------- | ------------------------ | ----- | ---- |
|                                | Vision Oka Équipe Richard Lalonde | Richard Lalonde          | 1 193 | 92,9 |
|                                | Indépendante                      | Sylvain Rhéaume          | 91    | 7,1  |
| Taux de participation : 41,5 % |                                   |                          |       |      |

### Piedmont
| Partis                         | Partis               | Candidats pour la mairie | Vote | %    |
| ------------------------------ | -------------------- | ------------------------ | ---- | ---- |
|                                | L'Équipe Cardin      | Clément Cardin (Sortant) | 731  | 58,1 |
|                                | Équipe Simon Beaulne | Simon Beaulne            | 528  | 41,9 |
| Taux de participation : 54,8 % |                      |                          |      |      |

### Pointe-Calumet
| Partis | Partis        | Candidats pour la mairie | Vote            | %               |
| ------ | ------------- | ------------------------ | --------------- | --------------- |
|        | Équipe Séguin | Jacques Séguin (Sortant) | Sans opposition | Sans opposition |

Élection partielle au poste de maire le 27 avril 2012.
- Déclenchée en raison de la démission du maire Jacques Séguin pour raisons de santé[4].
- Élection de Denis Gravel au poste de maire[4].

| Denis Gravel                               | 580 | 34,32 |
| Alexander Tomeo (Sortant d'un autre poste) | 441 | 26,09 |
| Dominick Giguère                           | 434 | 25,68 |
| Sonia Fontaine                             | 235 | 13,91 |
| Taux de participation : n/d %              |     |       |

Élection partielle au poste de conseiller #3 le 10 juin 2012.
- Déclenchée en raison de la démission du conseiller Alexander Toméo pour pouvoir se porter candidat à l'élection partielle au poste de maire en avril 2012. Réélection d'Alexander Toméo au poste de conseiller #3[5].

| Alexander Tomeo (Sortant)       | 80 | 55,94 |
| Dominick Giguère                | 45 | 31,47 |
| Elzéar Bisson                   | 18 | 12,59 |
| Taux de participation : 21,20 % |    |       |

### Prévost
| Partis                         | Partis                                            | Candidats pour la mairie     | Vote  | %    |
| ------------------------------ | ------------------------------------------------- | ---------------------------- | ----- | ---- |
|                                | Équipe Richer - Alliance citoyens(nes) de Prévost | Germain Richer               | 1 872 | 46,7 |
|                                | Parti prévostois                                  | Claude Charbonneau (Sortant) | 1 260 | 31,4 |
|                                | Équipe Guy Guénette - Gens de Prévost             | Guy Guénette                 | 815   | 20,3 |
|                                | Indépendante                                      | Stéphane Laroche             | 64    | 1,6  |
| Taux de participation : 48,6 % |                                                   |                              |       |      |

### Rivière-Rouge
| Partis | Partis                  | Candidats pour la mairie    | Vote            | %               |
| ------ | ----------------------- | --------------------------- | --------------- | --------------- |
|        | Équipe Déborah Bélanegr | Déborah Bélanger (Sortante) | Sans opposition | Sans opposition |

### Rosemère
| Partis | Partis                                                                   | Candidats pour la mairie   | Vote            | %               |
| ------ | ------------------------------------------------------------------------ | -------------------------- | --------------- | --------------- |
|        | Équipe Daneault Team - Parti municipal Rosemère/Rosemère Municipal Party | Hélène Daneault (Sortante) | Sans opposition | Sans opposition |

Élection partielle au poste de maire en décembre 2012.
- Élection de Madeleine Leduc, conseillère, au poste de mairesse de Rosemère[6].

### Saint-Adolphe-d'Howard
| Partis                         | Partis                                      | Candidats pour la mairie | Vote | %    |
| ------------------------------ | ------------------------------------------- | ------------------------ | ---- | ---- |
|                                | Rassemblement St-Adolphe                    | Réjean Gravel            | 736  | 41,3 |
|                                | Équipe Richard Daoust                       | Richard Daoust           | 614  | 34,5 |
|                                | Équipe Michel Thériault - Action St-Adolphe | Michel Thériault         | 431  | 24,2 |
| Taux de participation : 52,9 % |                                             |                          |      |      |

### Saint-Aimé-du-Lac-des-Îles
| Candidats pour la mairie      | Vote            | %               |
| ----------------------------- | --------------- | --------------- |
| François Desjardins (Sortant) | Sans opposition | Sans opposition |

- Pierre-Paul Goyette, conseiller #2, devient maire de Saint-Aimé-du-Lac-des-Îles en cours de mandat[Quand ?]

### Saint-André-d'Argenteuil
| Candidats pour la mairie       | Vote | %    |
| ------------------------------ | ---- | ---- |
| André Jetté                    | 613  | 43,8 |
| Daniel Beaulieu (Sortant)      | 595  | 42,5 |
| Yves Paré                      | 191  | 13,7 |
| Taux de participation : 54,4 % |      |      |

### Saint-Colomban
| Partis                         | Partis                              | Candidats pour la mairie     | Vote  | %    |
| ------------------------------ | ----------------------------------- | ---------------------------- | ----- | ---- |
|                                | Renouveau Saint-Colomban            | Jacques Labrosse             | 1 996 | 55,6 |
|                                | Équipe Charbonneau                  | Roland Charbonneau (Sortant) | 1 260 | 35,1 |
|                                | Parti Rassembleur de Saint-Colomban | Luc Martin                   | 194   | 5,4  |
|                                | Indépendante                        | Philippe Aubé                | 139   | 3,9  |
| Taux de participation : 41,5 % |                                     |                              |       |      |

### Saint-Eustache
| Partis                         | Partis                                        | Candidats pour la mairie | Vote   | %    |
| ------------------------------ | --------------------------------------------- | ------------------------ | ------ | ---- |
|                                | Option Saint-Eustache - Équipe Pierre Charron | Pierre Charron (Sortant) | 10 031 | 71,6 |
|                                | Équipe Paule Fortier                          | Paule Fortier            | 3 974  | 28,4 |
| Taux de participation : 43,1 % |                                               |                          |        |      |

### Saint-Faustin–Lac-Carré
| Candidats pour la mairie | Vote            | %               |
| ------------------------ | --------------- | --------------- |
| Pierre Poirier (Sortant) | Sans opposition | Sans opposition |

### Saint-Hippolyte
| Partis                         | Partis               | Candidats pour la mairie  | Vote  | %    |
| ------------------------------ | -------------------- | ------------------------- | ----- | ---- |
|                                | Équipe Bruno Laroche | Bruno Laroche             | 1 627 | 58,1 |
|                                | Indépendante         | Georges Loulou            | 583   | 20,8 |
|                                | Équipe Rousseau      | Gilles Rousseau (Sortant) | 467   | 16,7 |
|                                | Indépendante         | Hélène Noel Watier        | 125   | 4,5  |
| Taux de participation : 44,6 % |                      |                           |       |      |

### Saint-Jérôme
| Partis | Partis                                                  | Candidats pour la mairie | Vote            | %               |
| ------ | ------------------------------------------------------- | ------------------------ | --------------- | --------------- |
|        | Équipe Gascon - Alliance des citoyens et des citoyennes | Marc Gascon (Sortant)    | Sans opposition | Sans opposition |

### Saint-Joseph-du-Lac
| Partis                         | Partis                     | Candidats pour la mairie | Vote  | %    |
| ------------------------------ | -------------------------- | ------------------------ | ----- | ---- |
|                                | Équipe Guindon             | Alain Guindon (Sortant)  | 1 283 | 57,9 |
|                                | Équipe François Desrochers | François Desrochers      | 932   | 42,1 |
| Taux de participation : 50,7 % |                            |                          |       |      |

### Saint-Placide
| Candidats pour la mairie | Vote            | %               |
| ------------------------ | --------------- | --------------- |
| Denis Lavigne (Sortant)  | Sans opposition | Sans opposition |

### Saint-Sauveur
| Partis | Partis               | Candidats pour la mairie | Vote            | %               |
| ------ | -------------------- | ------------------------ | --------------- | --------------- |
|        | Équipe Michel Lagacé | Michel Lagacé (Sortant)  | Sans opposition | Sans opposition |

### Sainte-Agathe-des-Monts
| Partis                         | Partis                                        | Candidats pour la mairie | Vote  | %    |
| ------------------------------ | --------------------------------------------- | ------------------------ | ----- | ---- |
|                                | Équipe Denis Chalifoux                        | Denis Chalifoux          | 1 225 | 31,1 |
|                                | Équipe Gilles Legault                         | Gilles Legault           | 1 088 | 27,6 |
|                                | Équipe Kathleen S. Labelle                    | Kathleen S. Labelle      | 711   | 18,1 |
|                                | Parti des citoyens de Sainte-Agathe-des-Monts | Sylvain Latreille        | 515   | 13,1 |
|                                | Indépendant                                   | Raymond Le Saux          | 280   | 7,1  |
|                                | Indépendant                                   | Michel Rivard            | 120   | 3,0  |
| Taux de participation : 47,6 % |                                               |                          |       |      |

### Sainte-Anne-des-Lacs
| Partis                         | Partis                 | Candidats pour la mairie | Vote | %    |
| ------------------------------ | ---------------------- | ------------------------ | ---- | ---- |
|                                | Équipe Claude Ducharme | Claude Ducharme          | 872  | 55,8 |
|                                | Indépendant            | Sylvain Harvey           | 545  | 34,8 |
|                                | Indépendant            | Claude Boyer (Sortant)   | 147  | 9,4  |
| Taux de participation : 57,9 % |                        |                          |      |      |

### Sainte-Anne-des-Plaines
| Partis                         | Partis              | Candidats pour la mairie   | Vote  | %    |
| ------------------------------ | ------------------- | -------------------------- | ----- | ---- |
|                                | Parti Vision Action | Guy Charbonneau            | 2 804 | 56,5 |
|                                | Sainte-Anne Plus    | Catherine Collin (Sortant) | 2 160 | 43,5 |
| Taux de participation : 52,4 % |                     |                            |       |      |

### Sainte-Anne-du-Lac
| Partis                         | Partis                | Candidats pour la mairie  | Vote | %    |
| ------------------------------ | --------------------- | ------------------------- | ---- | ---- |
|                                | Équipe Les Dynamiques | Aimé Lachapelle (Sortant) | 217  | 70,2 |
|                                | Indépendant           | Marie Rose Bélisle        | 92   | 29,8 |
| Taux de participation : 58,9 % |                       |                           |      |      |

### Sainte-Lucie-des-Laurentides
| Partis | Partis              | Candidats pour la mairie  | Vote            | %               |
| ------ | ------------------- | ------------------------- | --------------- | --------------- |
|        | Équipe du Renouveau | Ghislain Schoeb (Sortant) | Sans opposition | Sans opposition |

### Sainte-Marguerite-du-Lac-Masson
| Partis                         | Partis                   | Candidats pour la mairie    | Vote | %    |
| ------------------------------ | ------------------------ | --------------------------- | ---- | ---- |
|                                | Équipe Linda Fortier     | Linda Fortier               | 754  | 53,1 |
|                                | Équipe André Charbonneau | André Charbonneau (Sortant) | 667  | 46,9 |
| Taux de participation : 58,6 % |                          |                             |      |      |

### Sainte-Marthe-sur-le-Lac
| Partis                         | Partis                          | Candidats pour la mairie | Vote  | %    |
| ------------------------------ | ------------------------------- | ------------------------ | ----- | ---- |
|                                | Nouvelle option - Équipe Paulus | Sonia Paulus (Sortante)  | 2 531 | 50,0 |
|                                | Équipe Claude Amann             | Claude Amann             | 1 639 | 32,4 |
|                                | Équipe des Marthelacois         | Richard Paquette         | 896   | 17,7 |
| Taux de participation : 49,1 % |                                 |                          |       |      |

### Sainte-Sophie
| Partis | Partis             | Candidats pour la mairie | Vote            | %               |
| ------ | ------------------ | ------------------------ | --------------- | --------------- |
|        | Équipe Yvon Brière | Yvon Brière (Sortant)    | Sans opposition | Sans opposition |

### Sainte-Thérèse
| Partis                         | Partis                                         | Candidats pour la mairie     | Vote  | %    |
| ------------------------------ | ---------------------------------------------- | ---------------------------- | ----- | ---- |
|                                | Parti Municipal Émergie avec Sylvie Surprenant | Sylvie Surprenant (Sortante) | 4 900 | 69,0 |
|                                | Vision action Sainte-Thérèse                   | Annick Hupperetz             | 2 198 | 31,0 |
| Taux de participation : 35,8 % |                                                |                              |       |      |

### Val-David
| Partis                         | Partis          | Candidats pour la mairie | Vote | %    |
| ------------------------------ | --------------- | ------------------------ | ---- | ---- |
|                                | Équipe Davidson | Nicole Davidson          | 891  | 47,2 |
|                                | Équipe Asselin  | Dominic Asselin          | 590  | 31,3 |
|                                | Indépendant     | René Boisvert            | 406  | 21,5 |
| Taux de participation : 49,4 % |                 |                          |      |      |

### Val-des-Lacs
| Partis                         | Partis                                       | Candidats pour la mairie   | Vote | %    |
| ------------------------------ | -------------------------------------------- | -------------------------- | ---- | ---- |
|                                | L'équipe Berthe Bélanger Action Val des Lacs | Berthe Bélanger (Sortante) | 333  | 55,6 |
|                                | Indépendant                                  | Guy Côté                   | 266  | 44,4 |
| Taux de participation : 60,2 % |                                              |                            |      |      |

### Wentworth
| Candidats pour la mairie       | Vote | %    |
| ------------------------------ | ---- | ---- |
| Edmund Kasprzyk                | 296  | 67,7 |
| Deborah Wight-Anderson         | 141  | 32,3 |
| Taux de participation : 56,7 % |      |      |

### Wentworth-Nord
| Partis                         | Partis          | Candidats pour la mairie | Vote | %    |
| ------------------------------ | --------------- | ------------------------ | ---- | ---- |
|                                | Indépendant     | André Genest (Sortant)   | 535  | 50,7 |
|                                | Équipe Desbiens | Marie-Élaine Desbiens    | 496  | 47,0 |
|                                | L'Arc-en-Ciel   | Fernand Janson           | 24   | 2,3  |
| Taux de participation : 55,7 % |                 |                          |      |      |